# Potros de Casas Grandes
Los Potros de Casas Grandes es un equipo profesional militante en la Liga de Básquetbol Estatal de Chihuahua.

## Estadio
Actualmente juegan en el Gimnasio Municipal Francisco de Ibarra.
- Datos: Q85876499